# Suite des nombres gâteaux

Animation montrant les plans de coupe nécessaires pour couper un gâteau en 15 morceaux en 4 coups de couteau (représentant le nombre gâteau d'indice 5). Quatorze des morceaux touchent l'extérieur et le quinzième est un tétraèdre découpé au centre.

En mathématiques, le nombre gâteau d'ordre n, noté {\displaystyle G_{n}}, est le nombre maximum de régions obtenues en coupant un cube par n plans. Son appellation vient de ce qu'il représente le nombre maximal de parts que l'on peut obtenir dans un gâteau en effectuant n coups de couteau.
Les valeurs de {\displaystyle G_{n}} pour {\displaystyle n\geqslant 0} sont données par la suite A000125 de l'OEIS :
1, 2, 4, 8, 15, 26, 42, 64, 93, 130, 176, 232,... .
C'est un exemple de suite commençant par 1, 2, 4, 8 qu'il ne faut pas continuer par 16, 32, etc.

## Formules générales
Le nombre gâteau correspondant à n découpes est donné par les formules :
{\displaystyle G_{n}={n \choose 0}+{n \choose 1}+{n \choose 2}+{n \choose 3}={\tfrac {1}{6}}\left(n^{3}+5n+6\right)={\tfrac {1}{6}}\left(n+1)(n(n-1)+6\right).}

## Propriétés
Le seul nombre gâteau premier est 2.

Colonnes du triangle de Bernoulli avec indication en anglais de la suite correspondante et son numéro dans l'OEIS.

La suite des nombres gâteaux est l'analogue tridimensionnel de la suite du traiteur paresseux en dimension deux. La suite des différences entre deux nombres gâteaux successifs donne également la suite du traiteur paresseux .
La suite des nombres gâteaux est donnée par la quatrième colonne du triangle de Bernoulli complété, soit {\displaystyle G_{n}=B_{n,3}}.
Elle s'obtient en effectuant la somme des 4 premières colonnes du triangle de Pascal .

## Démonstration
Supposons qu'il y ait déjà n – 1 plans découpant le "gâteau" en un nombre maximal {\displaystyle G_{n-1}} de morceaux, et ajoutons un plan . Ce plan va couper chacun des n – 1 plans suivant n – 1 droites. Ces droites découpent dans ce nouveau plan un nombre de régions égal au maximum à {\displaystyle B_{n-1,2}} (suite du traiteur paresseux). Chacune de ces régions est une cloison séparant en deux un morceau précédent. Il y a donc {\displaystyle B_{n-1,2}} morceaux qui sont coupés en deux, créant ainsi autant de nouveaux morceaux en plus des {\displaystyle G_{n-1}} déjà présents ; donc {\displaystyle G_{n}=B_{n-1,2}+G_{n-1}} ; en itérant, on obtient que {\displaystyle G_{n}=B_{n-1,2}+B_{n-2,2}+\cdots +B_{0,2}+G_{0}=B_{n-1,2}+B_{n-2,2}+\cdots +B_{0,2}+1} ; ce nombre est bien {\displaystyle B_{n,3}={n \choose 0}+{n \choose 1}+{n \choose 2}+{n \choose 3}} (voir l'article triangle de Bernoulli).
Plus généralement, le nombre maximal de morceaux que l'on peut obtenir en coupant un hypercube de {\displaystyle {\mathbb {R}}^{k}} par n hyperplans affines est égal à {\displaystyle B_{n,k}={n \choose 0}+{n \choose 1}+\cdots +{n \choose k}}.